# Leo VII
Leo VII, född i Rom, död 13 juli 939, var påve från den 3 januari 936 till sin död, 13 juli 939. 

## Biografi
Leo var romare, och troligen benediktinmunk. När han utsågs till påve den 3 januari 936, var han kardinalpräst av San Sisto. Han verkar ha uppsatts på tronen av Alberik II, som var furste och senator av Rom. Alberiks auktoritet i Rom bestreds av Hugo, som bar titeln kung av Italien (Langobardia). Staden belägrades av Hugo, när abboten Otto av Cluny dök upp i staden. Han hade blivit ditkallad av Leo, som visste vilket stort inflytande abboten hade på både Alberik och Hugo, för att förhandla om fredsvillkor. Otto utförde påvens uppdrag, och ett giftermål mellan Alberik och Hugos dotter Alda upprättade åtminstone för en tid förtroendet mellan de rivaliserande parterna.
Leos bullor utgörs huvudsakligen av privilegiebrev till olika kloster, i synnerhet Cluny. En är emellertid ett brev till ärkebiskop Fredrik av Mainz. I syfte att samarbeta med reformrörelsen som påbörjats i Tyskland av Henrik fågelfängaren och hans son Otto I, utsåg Leo Fredrik till sin ställföreträdare i hela Tyskland, med makt att fortskrida mot alla felande präster. Han gav inte ärkebiskopen tillåtelse att tvångsdöpa alla judar, men han gav sitt samtycke till att de fördrevs från städerna om de inte konverterade till kristendomen.